# Remedy
„Remedy“ (на български: лекарство, лек) е песен на американската блус рок група Блек Кроус. Композицията е написана от братята Рич и Крис Робинсън и е втората песен от дългосвирещия албум от 1992 година – The Southern Harmony and Musical Companion.
Песента е издадена и като сингъл и достига първо място в класацията на Билборд за рок песни, където остава в продължение на 11 седмици.
В основата на текста е заложена класическа сексуално-наркотична метафора. Корените на музиката могат да се търсят в госпъл влиянията, където поначало са основите на вдъхновенията за групата. „Remedy“ добива широка световна популярност, и несъмнено се нарежда сред рок класиките в историята на музиката.

## Сингъл
1. Remedy – (Робинсън/Робинсън) – 5:28
2. Darling of the Underground Press – (Робинсън/Робинсън) – 5:32
3. Time Will Tell – (Боб Марли) – 4:20